# Mount Pocono
Mount Pocono is een plaats (borough) in de Amerikaanse staat Pennsylvania, en valt bestuurlijk gezien onder Monroe County.

## Demografie
Bij de volkstelling in 2000 werd het aantal inwoners vastgesteld op 2742. In 2006 is het aantal inwoners door het United States Census Bureau geschat op 3001, een stijging van 259 (9,4%).

## Geografie
Volgens het United States Census Bureau beslaat de plaats een oppervlakte van 9,0 km², geheel bestaande uit land. Mount Pocono ligt op ongeveer 520 m boven zeeniveau.

## Plaatsen in de nabije omgeving
De onderstaande figuur toont nabijgelegen plaatsen in een straal van 24 km rond Mount Pocono.